# Climb Ev'ry Mountain
Climb Ev'ry Mountain è una canzone dal musical di Rodgers e Hammerstein, The Sound of Music cantata per la prima volta da Patricia Neway. Essa viene cantata in chiusura del primo atto dalla Madre badessa. Tratta una tematica etica incoraggiando la gente ad andare sempre avanti per realizzare un sogno.
Questa canzone condivide motivi di ispirazione con You'll Never Walk Alone tratta dal musical Carousel. Esse sono entrambe cantate da un personaggio femminile, ed usate per dare forza alle protagoniste della storia, ed entrambe hanno una potente ripresa alla fine dei rispettivi musical. Comunque, poiché Oscar Hammerstein II aveva scritto le liriche, egli sviluppò la sua stessa ispirazione lungo le linee di una precedente canzone, There's a Hill Beyond a Hill. Egli sentì che la metafora del salire le montagne ed attraversare i ruscelli ben si adattava alla ricerca spirituale di Maria. Comunque, la musa dietro alla canzone era Suor Gregory, la direttrice del Teatro alla Rosary University in Illinois. Le lettere che lei spedì a Hammerstein ed a Mary Martin, la prima Maria von Trapp nella messa in scena a Broadway, descrisse il parallelo fra la scelta di una monaca per una vita religiosa e le scelte che ogni creatura umana deve fare per trovare il suo scopo nella 
vita. Quando elle lesse il manoscritto delle liriche, confessò che "venne indirizzata verso la Cappella" poiché le liriche comunicavano "sentimenti che tutte le anime provano ma non possono comunicare".
Nonostante questa canzone avesse dei parallelismi con You'll Never Walk Alone, divideva alcuni spunti sonori con Something Wonderful da The King and I. Entrambe le canzoni sono contraddistinte da un tempo largo, ed hanno un accompagnamento punteggiato da pesanti accordi orchestrali.
Originariamente, la Madre badessa cantava la canzone alla fine del primo atto, ma quando Ernest Lehman scrisse la sceneggiatura per il film, egli cambiò la scena in modo che la canzone sarebbe stata la prima canzone importante del secondo atto. Quando Robert Wise e la sua troupe stava filmando la scena, Peggy Wood ebbe delle riserve sulle parole, che secondo lei erano troppo "pretenziose". Così filmarono  Peggy Wood di fianco, contro la parete dell'ufficio della Madre badessa. Comunque, Peggy Wood venne doppiata da  Marjorie McKay, la moglie del pianista delle prove Harper McKay, poiché  Ms. Wood non fu capace di cantare le note troppo alte della canzone.
In alcune versioni straniere del film, come in quella italiana, questa canzone fu censurata poiché non sembrava conveniente che una suora intonasse canti non religiosi (per lo stesso motivo nell'edizione francese manca anche la prima canzone delle suore, Maria). Quando fu distribuito in Italia il primo DVD nel 2002, la canzone fu reintegrata ma, a differenza di tutte le altre melodie doppiate in italiano, questa rimaneva in inglese (con sottotitoli italiani automatici). La riedizione italiana del 2005 del DVD contiene una versione di Climb Ev'ry Mountain appositamente doppiata in italiano dall'allora dodicenne Matteo Gasparri con testo identico a quello da spartito scritto originariamente da Amurri negli anni '60 (titolo italiano: Cerca  il tuo mondo).
Tony Bennett ne realizzò un medio successo quando la incise nel 1960 e Shirley Bassey nel 1961 arriva in prima posizione nella Official Singles Chart.